# Кастиљоне (Горња Корзика)
Кастиљоне (фр. Castiglione) насеље је и општина у Француској у региону Корзика, у департману Горња Корзика која припада префектури Кор.
По подацима из 2011. године у општини је живело 35 становника, а густина насељености је износила 1,51 становника/km². Општина се простире на површини од 23,17 km². Налази се на средњој надморској висини од 600 метара (максималној 2.160 m, а минималној 360 m).

## Демографија
| 1962. | 1968. | 1975. | 1982. | 1990. | 1999. | 2011. |
| ----- | ----- | ----- | ----- | ----- | ----- | ----- |
| 76    | 78    | 67    | 48    | 22    | 25    | 35    |

График промене броја становника у току последњих година